# Suite Life: Nie ma to jak statek (seria 2)
Seria druga amerykańskiego sitcomu młodzieżowego Suite Life: Nie ma to jak statek składa się z 28 odcinków. Została ona oryginalnie wyemitowana przez amerykański Disney Channel od 7 sierpnia 2009 do 18 czerwca 2010. W Polsce zaś premierowa emisja rozpoczęła się 16 stycznia 2010 i trwała do 30 stycznia 2011. W dziewiątym odcinku serii, do głównej obsady dołączył Doc Shaw wcielający się w Marcusa Little. Oprócz tego, począwszy od niej serial kręcony jest w HDTV. Premierowe emisje kolejnych odcinków spotykały się z wysoką widownią, zazwyczaj przekraczającą 4 miliony widzów, osiągając rekord w przypadku godzinnego odcinka „Lost at Sea” (7.6 miliona widzów).

## Produkcja i emisja
W grudniu 2008 potwierdzono, że Disney Channel pracuje nad drugą serią serialu, liczącą trzynaście odcinków. 11 maja 2009 Disney wydał oświadczenie, w którym znalazła się wiadomość, że druga seria będzie składać się z większej ilości odcinków niż planowane trzynaście. Gary Marsh, prezes Disney Channels Worldwide, powiedział: „Wraz z drugą serią, obsada ‘The Suite Life’ przechodzi do historii Disney Channel jako najdłużej pokazywani w naszych serialach bohaterowie – 138 półgodzinnych odcinków. Jesteśmy podekscytowani dzięki nim i dzięki wspaniałej, inspirującej grupie producenckiej, która to umożliwiła”.
7 sierpnia 2009 na amerykańskim Disney Channel wyemitowano pierwszy odcinek serii, „The Spy Who Shoved Me”. Wraz z jego premierą serial rozpoczął emisję w HDTV (na Disney Channel HD, na ścieżce SD wciąż pozostano przy SDTV). Oprócz tego wtedy zaprezentowano nową czołówkę. 2 października wyemitowano ósmy odcinek, „Lost at Sea”, który jest odcinkiem godzinnym. Jego premiera przyciągnęła 7.6 miliona widzów, co jest rekordem serii i plasuje się na drugim miejscu w ogólnym rankingu całego serialu (pierwsze miejsce należy do „Double-Crossed” z pierwszej serii). W kolejnym, dziewiątym odcinku, zatytułowanym „Roomies”, w serialu pojawiła się nowa postać i tym samym nowy bohater pierwszoplanowy, Marcus Little grany przez Doca Shawa. Odcinek 17, „Any Given Fantasy”, został premierowo wyemitowany w USA przez Disney XD, a na Disney Channel został pokazany 4 dni później. Ostatni odcinek serii, „Breakup in Paris”, został wyemitowany 18 czerwca 2010 i również jest odcinkiem godzinnym. W Polsce pierwszy odcinek został premierowo wyemitowany na Disney Channel 16 stycznia 2010 (w rok po premierze pierwszej serii). Ostatni odcinek 2 sezonu został premierowo wyemitowany 30 stycznia 2011 na kanale Disney XD.

## Obsada

### Role główne
| Bohater        | Aktor         | Polski dubbing      |
| -------------- | ------------- | ------------------- |
| Cody Martin    | Cole Sprouse  | Wojciech Rotowski   |
| Zack Martin    | Dylan Sprouse | Mateusz Narloch     |
| London Tipton  | Brenda Song   | Monika Pikuła       |
| Bailey Pickett | Debby Ryan    | Agnieszka Mrozińska |
| Marcus Little  | Doc Shaw      | Łukasz Talik        |
| Pan Moseby     | Phill Lewis   | Tomasz Kozłowicz    |

### Goście specjalni
- Jordin Sparks – ona sama („Crossing Jordin”)
- Adrian R’Mante – Esteban Ramirez („Mother of the Groom”)
- Kurt Warner – on sam („Any Given Fantasy”)
- Kathie Lee Gifford – Cindy („Model Behavior”)
- George Takei – Rzym Tipton („Starship Tipton”)
- Rebecca i Camille Rosso – Janice i Jessica („Model Behavior”)

## Lista odcinków
- Cole Sprouse, Dylan Sprouse i Brenda Song są obecni we wszystkich odcinkach.
- Debby Ryan jest nieobecna w jednym odcinku.
- Doc Shaw dochodzi do głównej roli i jest nieobecny w jednym odcinku.
- Phill Lewis jest nieobecny w sześciu odcinkach.

| 22 | The Spy Who Shoved Me      | Shelley Jensen   | Jim Geoghan                         | 7 sierpnia 2009      | 16 stycznia 2010 (DC) 22 maja 2010 (DXD)         | 4.9  |
| Zack i Cody zauważają na statku agenta Jamesa Smitha, który im imponuje. Mężczyzna zleca im wykradzenie od agentki Czerwony Palec specjalnego chipa, który ma uratować ludzkość. Po wykonaniu misji okazuje się, że to ona jest prawowitą właścicielką chipa. Tymczasem Bailey jest zła na Cody’ego, gdyż myśli, że on ją okłamuje, mówiąc o szpiegach i ratowaniu świata. Role gościnne: Gildart Jackson jako James Smith, Sara Erikson jako Czerwony Palec. Notatka 1: Począwszy od tego odcinka, serial jest filmowany i emitowany w technologii HDTV, oprócz tego w tym odcinku zmieniła się czołówka. Notatka 2: James Smith jest parodią Jamesa Bonda. |                            |                  |                                     |                      |                                                  |      |
| 23 | Ala-ka-scram!              | Shelley Jensen   | Billy Riback                        | 14 sierpnia 2009     | 17 stycznia 2010 (DC) 6 czerwca 2010 (DXD)       | 4.1  |
| London zakochuje się w Armando, magiku prezentującym swoje sztuczki na statku. Postanawia pozbyć się jego asystentki, Kariny, i samemu objąć jej stanowisko. Pan Tipton się jej oświadcza, po czym ona wyjeżdża do niego, oddając London posadę. Tymczasem Zack dochodzi do wniosku, że dziewczyny go wykańczają i przyczepia się do Cody’ego i Bailey. Ci znajdują mu przyjaciela, z którym ten spędza większość czasu – Woody’ego. Zack z Woodym postanawiają wziąć udział w konkursie zmyślonych zespołów. Role gościnne: Matthew Timmons jako Woody Fink, Savannah Jayde jako Tanya, Briana Lane jako Karina, Justin Kredible jako Armando. Notatka: Piosenka „Hot December Snow” jest parodią utworu „November Rain” zespołu Guns N’ Roses, w której Zack to Axl Rose, a Woody – Slash. |                            |                  |                                     |                      |                                                  |      |
| 24 | In the Line of Duty        | Rich Correll     | Jeff Hodsden Tim Pollock            | 21 sierpnia 2009     | 23 stycznia 2010 (DC) 12 czerwca 2010 (DXD)      | 4.3  |
| Pan Moseby i pani Tutweiller nie mogą się zdecydować, jaką wybrać Zackowi karę. W końcu wpadają na pomysł, by chłopiec został strażnikiem w hallu. Zack jednak za bardzo przejmuje się pracą i wlepia każdemu mandaty za błahe rzeczy, przez co nikt go już nie lubi. Tymczasem London zatrudnia Bailey jako sprzedawczyni we własnym butiku na statku, w którym kupować może tylko ona sama. Role gościnne: Matthew Timmons jako Woody Fink, Erin Cardillo jako Emma Tutweiller, Marisa Theodore jako Cara, Windell D. Middlebrooks jako Kirby. |                            |                  |                                     |                      |                                                  |      |
| 25 | Kitchen Casanova           | Rich Correll     | Jeny Quine Dan Signer               | 4 września 2009      | 30 stycznia 2010 (DC) 19 czerwca 2010 (DXD)      | 3.7  |
| Cody zostaje chwilowo nauczycielem w klasie gotowania, do której należą – z wyjątkiem Woody’ego – same dziewczyny. Bailey zauważa, że wszystkie one zaczynają flirtować z Codym, a on sam nie ignoruje ich, a oprócz tego zimno traktuje ją samą. W tym samym czasie Zack kicha jedzeniem na płótno, które sprzedaje za dwadzieścia dolarów London, która potem sprzedaje obraz za kilkadziesiąt tysięcy. Gdy jednak sam chłopiec chce je sprzedać w tej samej cenie, nie cieszy się zainteresowaniem. Nieobecny: Phill Lewis jako Marion Moseby. Role gościnne: Matthew Timmons jako Woody Fink, Rachael Bell jako Addison, Jennifer Rhodes jako pani McCracken, Leslie-Anne Huff jako Reina. |                            |                  |                                     |                      |                                                  |      |
| 26 | Smarticle Particles        | Rich Correll     | Adam Lapidus                        | 11 września 2009     | 6 lutego 2010 (DC) 20 czerwca 2010 (DXD)         | 4.0  |
| Zack przypadkowo robi niemiły kawał Becky, dziewczynie znanej na statku jako postrach, po czym ta umawia się z nim na bójkę. Chłopak próbuje się wykręcić i się z nią umawia, a następnie stara się ją rzucić. W tym samym czasie Bailey zakłada się z Codym, że zdoła nauczyć London matematyki na czwórkę. Daje jej swoje perfumy tłumacząc, że przez nie stanie się mądra. Wkrótce oceny London się poprawiają. Role gościnne: Matthew Timmons jako Woody Fink, Staci Pratt jako Becky. |                            |                  |                                     |                      |                                                  |      |
| 27 | Family Thais               | Rich Correll     | Jeff Hodsden Tim Pollock            | 18 września 2009     | 13 lutego 2010 (DC) 28 lipca 2010 (DXD)          | 4.5  |
| London zabiera Bailey do swojej babci Khun Yai, która mieszka w Tajlandii. Okazuje się, że Khun Yai jest zupełnym przeciwieństwem wnuczki – ceni sobie wygodę, jest skromna i prowadzi farmę. London staje się zazdrosna, że jej babcia spędza więcej czasu z Bailey. W tym samym czasie Zack chce poderwać Sashę, jednak dziewczyna nie odstępuje na krok od swojej przyjaciółki Hilary. Chłopak postanawia pójść na podwójną randkę i szantażuje Cody’ego, że jeżeli nie zgodzi się udawać chłopaka Hilary, to powie Bailey o tym, że poszedł na randkę. Nieobecny: Phill Lewis jako Marion Moseby. Role gościnne: Erica Aulds jako Sasha, Ashley Farley jako Hilary, Elizabeth Sung jako Khun Yai. |                            |                  |                                     |                      |                                                  |      |
| 28 | Goin’ Bananas              | Phill Lewis      | Jeny Quine Dan Signer               | 25 września 2009     | 20 lutego 2010 (DC) 28 lipca 2010 (DXD)          | 4.0  |
| W czasie lekcji cała klasa wysyła SMS-y. Pani Tutweiller konfiskuje London wszystkie jej telefony na tydzień, przez co dziewczyna jest zrozpaczona. Bailey próbuje czymś ją zająć. Tymczasem Cody próbuje odciągnąć Woody’ego od gry komputerowej Lepsze życie, od której się uzależnił. Proponuje, aby spotkał się w prawdziwym świecie ze swoją internetową partnerką, którą później okazuje się Addison. W międzyczasie, Zack nie ma czasu na napisanie referatu i kradnie starą pracę z komputera Cody’ego. Jest w niej jednak wzmianka o fobii do bananów, przez co pani Tutweiller zapisuje chłopaka na badania do pana Blanketa, szkolnego psychologa, który ma go wyzbyć tego strachu. Nieobecny: Phill Lewis jako Marion Moseby. Role gościnne: Matthew Timmons jako Woody Fink, Rachael Bell jako Addison, Erin Cardillo jako Emma Tutweiller, Michael Hitchcock jako pan Blanket. |                            |                  |                                     |                      |                                                  |      |
| 29-30 | Lost at Sea                | Rich Correll     | Danny Kallis Pamela Eells O’Connell | 2 października 2009  | 9 października 2010 (DXD) 25/30 maja 2011 (DC)   | 7.6  |
| Na statku S.S.Tipton rozpoczyna się nowy semestr. Zack, Cody, London, Bailey i Woody przez przypadek odpływają małą łódką na morze. Muszą sobie radzić samemu, z pomocą stosu ubrań, które wzięła London. Wkrótce dopływają na bezludną wyspę. Próbują na niej przetrwać i się wydostać. Bailey kłóci się z Codym, a potem większość czasu spędza z Zackiem, przez co Cody jest zazdrosny. Jednak Cody i Bailey się godzą i tworzą latający kosz z drewna i ubrań London. Tymczasem pan Moseby i pani Tutweiller szukając zagubionych nastolatków również przypadkowo odpływają łódką na morze trafiając na tę samą wyspę na którą wcześniej trafili uczniowie. Role gościnne: Matthew Timmons jako Woody Fink, Erin Cardillo jako Emma Tutweiller, Michelle Defraites jako Jenna. Notatki: Ten odcinek był pierwszym w historii seriali Disney Channel, który zostały oryginalnie wyemitowany nie w standardowym formacie obrazu 4:3, lecz w pan & scan. Mimo emisji jako godzinna całość w USA i w Polsce, na całym świecie odcinek ten jest podzielony na dwie części. Jednak mimo że 9 października 2010 w Polsce był ten odcinek był emitowany jako godzinna całość, 30 stycznia 2011 ten odcinek został wyemitowany w maratonie Disney XD jako dwie części. |                            |                  |                                     |                      |                                                  |      |
| 31 | Roomies                    | Danny Kallis     | Danny Kallis Pamela Eells O’Connell | 16 października 2009 | 27 lutego 2010 (DC) 15 maja 2010 (DXD)           | 4.7  |
| Do kajuty Zacka zostaje przydzielony nowy uczeń, Marcus Little. Zack, Cody, London, Bailey i Woody dochodzą do wniosku, że Marcus im kogoś przypomina i w końcu odkrywają, że to Mały Lilek – popularny dziecięcy piosenkarz, którego sława już dawno przeminęła. Chłopak chce teraz rozpocząć nowe życie jako zwykły nastolatek, jednak mu się to nie udaje. Zack postanawia dać mu to, czego ten nie miał w dzieciństwie. Tymczasem Cody i Bailey urządzają między sobą serię pojedynków sportowych, gdyż Cody chce udowodnić swoją męskość przed Bailey. Niestety, niespecjalnie mu się to udaje, gdyż dziewczyna jest od niego lepsza we wszystkie gry. Role gościnne: Matthew Timmons jako Woody Fink. Role epizodyczne: Jill Basey jako Widow, Veronica Dunne jako Tiffany. Notatka: W tym odcinku do głównej obsady dołącza Doc Shaw jako Marcus Little. |                            |                  |                                     |                      |                                                  |      |
| 32 | Crossing Jordin            | Mark Cendrowski  | Jeff Hodsden Tim Pollock            | 23 października 2009 | 8 lipca 2010 (DC)21 sierpnia 2010 (DXD)          | 5.2  |
| Na statek przybywa sławna piosenkarka Jordin Sparks, która ma tam zagrać kilka koncertów. Zack, Cody i Marcus postanawiają stworzyć dla niej utwór. Niestety, okazuje się, że Cody i Marcus mają całkowicie różne poglądy, jeśli chodzi o muzykę, co ich skłóca. Tymczasem do London przyjeżdża zwyciężczyni jej konkursu, Alyssa, która ma obsesję na jej punkcie. W końcu dziewczynka postanawia się pozbyć swojej idolki i samą się nią „stać”. Gość specjalny: Jordin Sparks jako ona sama. Role gościnne: Cameron Escalante jako Alyssa, Dave Secor jako George. Notatka: Jordin Sparks wykonuje swój utwór „Battlefield” z albumu pod tym samym tytułem z 2009 roku. |                            |                  |                                     |                      |                                                  |      |
| 33 | Bermuda Triangle           | Phill Lewis      | Adam Lapidus Jeny Quine             | 13 listopada 2009    | 22 maja 2010 (DXD) 19 czerwca 2010 (DC)          | 4.8  |
| Zack i Cody mają urodziny. Dostają od rodziców czek i kłócą się, na co wydać pieniądze. W końcu, przez przypadek rozdzierają czek na pół i ze złości wypowiadają życzenie, że chcieliby nie być braćmi. Wtedy to statek wpływa na obszar Trójkąta Bermudzkiego i dzieje się coś dziwnego. Bliźniacy nie znają się, Zack jest spokojnym chłopcem pochłoniętym gotowaniem, Cody za to staje się imprezowiczem i podrywaczem. Role gościnne: Matthew Timmons jako Woody Fink. Role epizodyczne: Aileen Hurtado jako tancerka Flamenco. |                            |                  |                                     |                      |                                                  |      |
| 34 | The Beauty and the Fleeced | Lex Passaris     | Dan Signer                          | 20 listopada 2009    | 19 czerwca 2010 (DC) 28 sierpnia 2010 (DXD)      | 4.8  |
| Zack, Woody i Marcus organizują wybory najpiękniejszej dziewczyny na statku. Do zawodów zgłasza się mnóstwo dziewczyn, w tym Bailey i London. Gdy pan Moseby dowiaduje się, że konkurs to tylko przykrywka do podrywania dziewczyn i że chłopcy zamierzają ją odwołać, każe im zostać sędziami w prawdziwym konkursie Miss Tipton. Cody zostaje trenerem swojej dziewczyny, jednak w końcu kłócą się, gdyż jego metody nie pasują Bailey. W trakcie wyborów miss, każdy z trzech sędziów ma inne poglądy co do tego, która z trzech finalistek powinna wygrać konkurs - London, Bailey czy Capri. Gdy London przekupuje widownię która ma wybrać wygraną, Cody jednak przekonuje wszystkich, aby Bailey wygrała. Role gościnne: Matthew Timmons jako Woody Fink, Brittany Ross jako Capri. |                            |                  |                                     |                      |                                                  |      |
| 35 | The Swede Life             | Ellen Gittelsohn | Jeff Hodsden Tim Pollock            | 4 grudnia 2009       | 4 września 2010 (DXD) 23 października 2010 (DC)  | 4.11 |
| Zack, Cody, London i Bailey odwiedzają Mårtensgrav, szwedzkie miasto założone przez przodków bliźniaków, jednak od odkrycia tego miasta mieszkańcy Mårtensgravu uważają rodzinę Martin jako złoczyńców. Tymczasem Marcus i pan Moseby chcą iść do muzeum popowej grupy ABBA, ale utknęli w sklepie z meblami, w którym pan Moseby poszukiwał brakującego wkrętu do jego szwedzkiego stolika. Role gościnne: Ed Begley Jr. jako burmistrz Ragnar, Katie Gill jako Dorta Ragnar, Mary Kate McGeehan jako Helga. Notatka: Tytuł tego odcinka, „The Swede Life”, parodiuje tytuł serialu The Suite Life. |                            |                  |                                     |                      |                                                  |      |
| 36 | Mother of the Groom        | Rich Correll     | Danny Kallis                        | 8 stycznia 2010      | 11 września 2010 (DXD) 6 kwietnia 2011 (DC)      | 3.87 |
| Esteban przyjeżdża na pokład S.S. Tipton, aby wziąć ślub. Zack, Cody, Marcus i pan Moseby urządzają mu wieczór kawalerski. Tymczasem London i Bailey starają się pomóc mamie Estebana, która jest przeciwna małżeństwu poprzez znalezienie dla niej hobby. Okazuje się, że Senora Ramirez jest mistrzynią flamenco. Dzięki nowemu hobby i uniezależnieniu się od Estebana, kobieta postanawia zaakceptować małżeństwo. Role gościnne: Adrian R’Mante jako Esteban Ramirez, Charo jako Senora Ramirez, Marisa Ramirez jako Francesca. |                            |                  |                                     |                      |                                                  |      |
| 37 | The Defiant Ones           | Rich Correll     | Dan Signer                          | 15 stycznia 2010     | 18 września 2010 (DXD) 7 kwietnia 2011 (DC)      | 4.01 |
| Cody po raz pierwszy w życiu nie odrabia zadania domowego, gdyż cały dzień świetnie bawił się z Bailey. Wymyśla kłamstwa, w które wciąga Bailey, London i Marcusa, tak aby pani Tutweiller nie dowiedziała się o tym, co było prawdziwą przyczyną nieodrobienia zadania. Niestety jego kłamstwa przeobrażają się w poważny problem. Tymczasem Zack i pan Moseby ciągle się kłócą, więc pan Blanket spina ich kajdankami i chce, aby się w końcu dogadali. Role gościnne: Erin Cardillo jako Emma Tutweiller, Michael Hitchcock jako pan Blanket. |                            |                  |                                     |                      |                                                  |      |
| 38 | Any Given Fantasy          | Rich Correll     | Jeff Hodsden Tim Pollock            | 18 stycznia 2010     | 25 września 2010 (DXD) 11 kwietnia 2011 (DC)     | 5.23 |
| Po tym jak pan Moseby im zabronił grać w football na pokładzie, Zack, Woody i Marcus spisują sobie wymyślone drużyny footballowe i grają o złoty puchar London. Zack używa na niej podstępu, wyłudzając od niej najlepszego gracza. Tymczasem Kirby uczy Cody’ego grać w football, ale wkrótce chłopak traci wiarę w siebie. Nieobecna: Debby Ryan jako Bailey Pickett. Gość specjalny: Kurt Warner jako on sam. Role gościnne: Windell D. Middlebrooks jako Kirby, Matthew Timmons jako Woody Fink. Notatka: W USA, premiera odcinka odbyła się 18 stycznia 2010 na Disney XD, a na Disney Channel miała miejsce 22 stycznia 2010. |                            |                  |                                     |                      |                                                  |      |
| 39 | Rollin’ With The Holmies   | Mark Cendrowski  | Jim Geoghan Dan Signer              | 29 stycznia 2010     | 16 października 2010 (DC) 6 listopada 2010 (DXD) | 4.11 |
| Gdy statek przypływa do Londynu, Cody, Bailey i Woody odwiedzają muzeum Sherlocka Holmesa, w którym dochodzi do kradzieży książki należącej do królowej Elżbiety II. Cody, ku niezadowoleniu Bailey próbuje rozwiązać tę tajemnicę podobnie jak jego wielki idol Sherlock Holmes. Jego głównym podejrzanym jest kierownik wystawy. Tymczasem pan Moseby uczy Zacka i Marcusa grać w krykieta, aby mogli pokonać nowego chłopaka London - lorda Wicketta. Role gościnne: Charles Shaughnessy jako Constable, Jarrett Sleeper jako Wicket, Matthew Timmons jako Woody Fink. Role epizodyczne: Blaise Embry jako Snively, Brad Sergi jako Bobby. |                            |                  |                                     |                      |                                                  |      |
| 40 | Can You Dig It?            | Phill Lewis      | Adam Lapidus Jeny Quine             | 12 lutego 2010       | 14 listopada 2010 (DXD) 14 kwietnia 2011 (DC)    | 3.77 |
| Pani Tutweiller wraz ze swoją klasą zwiedzają starożytne ruiny, w których znajduje się grobowiec księżniczki Ksarii. Nauczycielka zakochuje się w przewodniku, który pokazuje uczniom fałszywą koronę księżniczki. Cody próbuje odnaleźć prawdziwą koronę, ale przez przypadek odnajduje ją Zack, który szybko wzywa dziennikarzy i staje się archeologiczną gwiazdą, ku niezadowoleniu zazdrosnego brata. Tymczasem duch księżniczki Ksarii posiada ciało Bailey i chce ukarać Zacka za kradzież korony. Cody musi ratować brata i uwolnić ducha z ciała swojej dziewczyny. Tymczasem Marcus szukając toalety zostaje uwięziony w pajęczynie przez ogromnego pająka. Nieobecny: Phill Lewis jako Marion Moseby. Role gościnne: Erin Cardillo jako Emma Tutweiller, Alex Cambert jako Luis, Lesli Margherita jako Isabel. |                            |                  |                                     |                      |                                                  |      |
| 41 | London’s Apprentice        | Rich Correll     | Pamela Eells O’Connell              | 26 lutego 2010       | 20 listopada 2010 (DXD) 8 kwietnia 2011 (DC)     | 3.65 |
| London oferuje nagrodę w wysokości 1 miliona dolarów dla osoby, która stworzy nowy wynalazek dla jej ojca. Zack, Cody, Bailey, Marcus i pan Moseby przedstawiają London swoje pomysły. Gdy żaden z nich nie okazuje się być zbyt godny dla London, chce ona, aby wszyscy połączyli swoje małe wynalazki w jeden wielki. Tymczasem London daje Kirby’emu torbę z milionem dolarów, którą ochroniarz gubi. Stara się ją odnaleźć we wszystkich miejscach na statku. Role gościnne: Windell D. Middlebrooks jako Kirby. Role epizodyczne: Brandon Ellison jako kelner. |                            |                  |                                     |                      |                                                  |      |
| 42 | Once Upon a Suite Life     | Bob Koherr       | Jeny Quine Dan Signer               | 5 marca 2010         | 27 listopada 2010 (DXD) 18 kwietnia 2011 (DC)    | 3.61 |
| Gdy statek zbliża się w okolice Niemiec, pani Tutweiller opowiada klasie o słynnym Czarnym Lesie, w którym to odgrywały się akcje wszystkich znanych baśni i bajek. London, Cody i Zack zasypiają w czasie lekcji na temat baśni. Każde z nich ma sen dotyczący różnych bajek, takich jak Królewna Śnieżka, Jaś i Małgosia oraz Jaś i magiczna fasola. Role gościnne: Erin Cardillo jako Emma Tutweiller, Matthew Timmons jako Woody Fink, Michael Airington jako lustro. |                            |                  |                                     |                      |                                                  |      |
| 43 | Marriage 101               | Rich Correll     | Jeny Quine                          | 19 marca 2010        | 3 grudnia 2010 (DXD) 12 kwietnia 2011 (DC)       | 3.64 |
| Pani Tutweiller chce przygotować uczniów do dorosłego życia w rodzinie. Cody zostaje „mężem” Bailey, Zack „mężem” London, a Woody „mężem” Addison. Jednak, gdy „koło życia” wyznacza Cody’emu kontuzję, Bailey sama musi zajmować się „mężem” i utrzymać ich małżeństwo, co okazuje się dosyć trudne, a w rezultacie prowadzi do ich rozłąki. Tymczasem Marcus zostaje dzieckiem Woody’ego i Addison, a Zack, który przy London poważnieje, musi utrzymać się z pracy klauna. Nieobecny: Phill Lewis jako Marion Moseby. Role gościnne: Erin Cardillo jako Emma Tutweiller, Matthew Timmons jako Woody Fink, Rachael Bell jako Addison. Notatka: London mówi, że jej ojciec żenił się ośmiokrotnie, ale w odcinku „Ala-ka-scram!” powiedziała, że Karina była jej czternastą matką, zaś w ostatnim odcinku Nie ma to jak hotel mówiła, że jej ojciec miał już dwanaście ślubów. |                            |                  |                                     |                      |                                                  |      |
| 44 | Model Behavior             | Bob Koherr       | Jeff Hodsden Tim Pollock            | 27 marca 2010        | 19 stycznia 2011 (DXD) 26 kwietnia 2011 (DC)     | b/i  |
| Zack, Woody i Marcus organizują imprezę dla modelek z Florydy przebywających na statku, podczas nieobecności pana Moseby’ego. Wśród modelek są byłe dziewczyny Zacka i Cody’ego z Bostonu – Janice i Jessica. Janice próbuje ściągnąć na siebie uwagę Zacka, natomiast Cody’emu wydaje się, że Bailey jest zazdrosna o Jessicę. Tymczasem London, z pomocą ojca zostaje jedną z modelek, a Woody stara się czymś zająć ich menadżerkę Cindy, aby ta nie dowiedziała się o imprezie. Gość specjalny: Kathie Lee Gifford jako Cindy, Camilla i Rebecca Rosso jako Janice i Jessica. Role gościnne: Matthew Timmons jako Woody Fink, Cassidy Gifford jako Kate. |                            |                  |                                     |                      |                                                  |      |
| 45 | Rock the Kasbah            | Rich Correll     | Adam Lapidus                        | 16 kwietnia 2010     | 10 grudnia 2010 (DXD) 13 kwietnia 2011 (DC)      | 3.43 |
| Statek przypływa do marokańskiego miasteczka, słynącego z ogromnych targów, na których można kupić niemal wszystko. Cody chce kupić drogie kolczyki dla Bailey, więc Zack proponuje mu aby wynegocjował mniejszą cenę. Tymczasem London, Bailey, Marcus i Woody kupują na targu magiczną lampę z dżinem w środku. Kłócą się między sobą, które życzenie ma zostać spełnione jako pierwsze. Role gościnne: Amro Salama jako Youssef, Matthew Timmons jako Woody Fink, Matthew Willig jako Dżin. |                            |                  |                                     |                      |                                                  |      |
| 46 | I Brake for Whales         | Rich Correll     | Jeny Quine Adam Lapidus             | 23 kwietnia 2010     | 30 października 2010 (DC) 17 grudnia 2010 (DXD)  | 3.65 |
| Statek zmierza do Valparaiso. Po drodze wpływa do miejsca, gdzie przebywają zagrożone wyginięciem płetwale błękitne. Zack, Cody, Bailey i Marcus włamują się do maszynowni, aby zatrzymać statek, pozwalając w ten sposób bezpiecznie przepłynąć zwierzętom. Okazuje się, że uratowanie zwierząt wcale nie jest takie proste. Na domiar złego pan Moseby wyłącza klimatyzację w maszynowni. London i Kirby postanawiają dołączyć do obrońców płetwali. Role gościnne: Windell D. Middlebrooks jako Kirby. Role epizodyczne: Neil Ross jako narrator. |                            |                  |                                     |                      |                                                  |      |
| 47 | Seven Seas News            | Bob Koherr       | Pamela Eells O’Connell              | 7 maja 2010          | 30 grudnia 2010 (DXD) 15 kwietnia 2011 (DC)      | 3.47 |
| Uczniowie z Liceum Siedmiu Mórz pod przewodnictwem pani Tutweiller prowadzą własne „Wiadomości Siedmiu Mórz” emitowane na całym statku. Zack i Bailey prowadzą wspólnie wiadomości, Cody jest reporterem, Woody jego kamerzystą, a London zostaje pogodynką. Pierwszy odcinek odnosi sukces, jednak kolejne mają coraz mniejszą oglądalność. Bailey jest wściekła na Zacka, gdyż traktuje ją jako asystentkę, tajemnica zaginionego pasażera rozwiązana przez Cody’ego okazuje się być oszustwem, a London ma problemy z zielonym ekranem służącym za mapę pogody programowanym w komputerze. W końcu program zostaje zdjęty a zastępuje go program Kirby’go pt. „Gliny na statku” Nieobecni: Doc Shaw jako Marcus Little, Phill Lewis jako Marion Moseby. Role gościnne: Matthew Timmons jako Woody Fink, Erin Cardillo jako Emma Tutweiller, Windell D. Middlebrooks jako Kirby. |                            |                  |                                     |                      |                                                  |      |
| 48 | Starship Tipton            | Kelly Sandefur   | Jeny Quine Dan Signer               | 14 maja 2010         | 5 stycznia 2011 (DXD) 20 kwietnia 2011 (DC)      | 3.55 |
| Zack, Cody, London, Bailey, Marcus i pan Moseby zostają wysłani do przyszłości, aby ocalić załogę wahadłowca Tipton, kursującego po kosmosie, który jest w niebezpieczeństwie po tym jak Zerk, potomek Zacka zrobił im kawał. Pan Moseby, wzięty za swojego sobowtóra-robota, staje się obiektem zainteresowań Iijii Tutweiller, London spotyka swojego pra-pra-pra-prawnuka Rzyma, Marcus i Bailey próbują nakłonić przywódcę Anterianów do pokoju z ludzkością, a Zack i Cody próbują ocalić wahadłowiec przed wpadnięciem w anteriańską przestrzeń. Gość specjalny: George Takei jako Rzym Tipton. Role gościnne: Erin Cardillo jako Emma Tutweiller i Iijia Tutweiller, Joe Green jako Robot Moseby, Jonathan Kite jako Anterian. Notatka: Ten odcinek jest parodią serialu Star Trek. |                            |                  |                                     |                      |                                                  |      |
| 49 | Mean Chicks                | Rich Correll     | Adam Lapidus                        | 11 czerwca 2010      | 12 stycznia 2011 (DXD) 19 kwietnia 2011 (DC)     | b/i  |
| Bailey zakłada się z London o milion dolarów, że dziewczyna nie wytrzyma tygodnia bez obrażania jej. London pyta pana Blanketa, jak może przestać obrażać Bailey. Wkrótce staje się ona dla niej zupełnie miła. Bailey, bojąc się o przegranie zakładu, postanawia ją sprowokować. Tymczasem Cody próbuje bronić się przed jedną z mew, która go prześladuje po tym, jak zabronił jej jedzenia frytek z baru. Ptak jednak okazuje się sprytniejszy niż Cody. Role gościnne: Michael Hitchcock jako pan Blanket. |                            |                  |                                     |                      |                                                  |      |
| 50-51 | Breakup in Paris           | Rich Correll     | Pamela Eells O’Connell Adam Lapidus | 18 czerwca 2010      | 30 stycznia 2011 (DXD) 27-28 kwietnia 2011 (DC)  | 3.8  |
| Gdy statek przypływa do Paryża – miasta zakochanych, Cody i Bailey obchodzą rocznicę chodzenia ze sobą. Cody organizuje z London próbną rocznicową kolacje na wieży Eiffla. Gdy Bailey przez przypadek widzi ‘nieznajomą’ w objęciach Cody’ego, załamuje się i szuka pocieszenia w ramionach przystojnego, francuskiego malarza, któremu wcześniej wpadła w oko, co z kolei widzi Cody. Podczas kolacji na wieży Eiffla, w wyniku obu tych nieporozumień Cody i Bailey zrywają ze sobą. Tymczasem Zack i Woody są ścigani, a w końcu porwani przez złodziei drogocennego obrazu, pan Moseby przez przypadek bierze udział w wyścigu Tour de France, a Marcus urządza muzyczny pojedynek z francuską podróbką małego Lilka. Role gościnne: Al Benner jako Pascal, Nick Roux jako Jean Luc, Stelio Savante jako Stephane, Matthew Timmons jako Woody Fink, Larry Vanburen Jr. jako Dante. Role epizodyczne: Suzan Brittan jako Katarina, Monica Smith jako Chloe. |                            |                  |                                     |                      |                                                  |      |
| - A^ Podczas premiery na Disney Channel USA. - B^ Odcinki „Lost at Sea” i „Breakup in Paris” są dostępne w dwóch wersjach – jako godzinna całość i w dwóch częściach. |                            |                  |                                     |                      |                                                  |      |